# ريتشارد باريت (أستاذ جامعي)
ريتشارد باريت (بالإنجليزية: Richard Barrett)‏ هو ملحن بريطاني، ولد في 7 نوفمبر 1959 في سوانزي في المملكة المتحدة.

## وصلات خارجية
- ريتشارد باريت على موقع ميوزك برينز (الإنجليزية)
- ريتشارد باريت على موقع أول ميوزيك (الإنجليزية)
- ريتشارد باريت على موقع ديسكوغز (الإنجليزية)